# Khu bảo tồn động vật hoang dã Thungyai Naresuan
Khu bảo tồn động vật hoang dã Thungyai Naresuan (tiếng Thái: เขตรักษาพันธุ์สัตว์ป่าทุ่งใหญ่นเรศวร) là một khu bảo tồn sinh vật hoang dã tại Thái Lan. Khu bảo tồn này nằm ở phía Bắc tỉnh Kanchanaburi và phía Nam tỉnh Tak. Khu bảo tồn được thành lập ngày 24 tháng 4 năm 1974. Năm 1991, UNESCO đã công nhận đây là di sản thế giới cùng với khu bảo tồn khác của Thái Lan là Huai Kha Khaeng.